# 遠山あき
遠山 あき（とおやま あき、1917年10月24日 - 2015年10月28日）は、日本の元作家。
千葉県大多喜町生まれ。千葉県女子師範学校（千葉大学の前身のひとつ）卒。小学校教員を務めるが、戦後は農業に専念した。1967年に農民文学会入会、1975年に『槇の会』を立ち上げて同人誌『槇』を発行。1978年「雪あかり」で千葉文学賞、1980年『鷺谷』で農民文学賞を受賞。1994年藍綬褒章受勲。
2015年10月28日午前4時40分、肺炎のため市原市の高齢者施設で死去。98歳没。2016年市原市特別市民栄誉賞を受賞。

## 著書
- 『乳房よ土に哭け』山手書房 1982
- 『鷺谷』元就出版社 1986
- 『風のうた 房総の野に生きて』崙書房 ふるさと文庫 1989
- 『流紋』千葉日報社 1989
- 『養老川雑記 風のうた・Ⅱ』崙書房出版 ふるさと文庫 1992
- 『小湊鐵道の今昔 レールは人生を乗せて』崙書房出版 2004
- 『平太郎のシベリア抑留ものがたり』たけしま出版 2004
- 『紫陽花寺遺聞』崙書房出版 2011
- 『小湊鉄道のあけぼの (流紋) 改訂版』千葉日報社 2013